# Cerastium afromontanum
Cerastium afromontanum är en nejlikväxtart som beskrevs av T. C. E. Fries. Cerastium afromontanum ingår i släktet arvar, och familjen nejlikväxter. Inga underarter finns listade i Catalogue of Life.